# Йоганн Авентин
Йоганн Авентин (лат. Johannes Aventinus; 4 липня 1477 — 9 січня 1534) — німецький історик-гуманіст. Справжнє ім'я історика — Йоганн Георг Турмайр (нім. Johann Georg Turmair), Авентин — латинізована назва міста Абенсберга, де він народився.
Учень К. Цельтіса в університетах Інгольштадта та Відня. З 1517 року — баварський придворний історіограф. Його головна праця «Баварська хроніка» («Annales ducum Boiariae») написана між 1519 та 1521 латиною і перекладена Авентином німецькою. В цій першій історії Баварії і взагалі першій значній історичній праці німецькою мовою висвітлюється історія Баварії в зв'язку з загальнонімецькою та загальноєвропейською історією. Твір має яскраве антикатолицьке та антикнязівське демократичне спрямування (вперше надрукований в 1554 після смерті автора). В 1523 році Авентин видав першу карту Баварії.